# Mânăstire

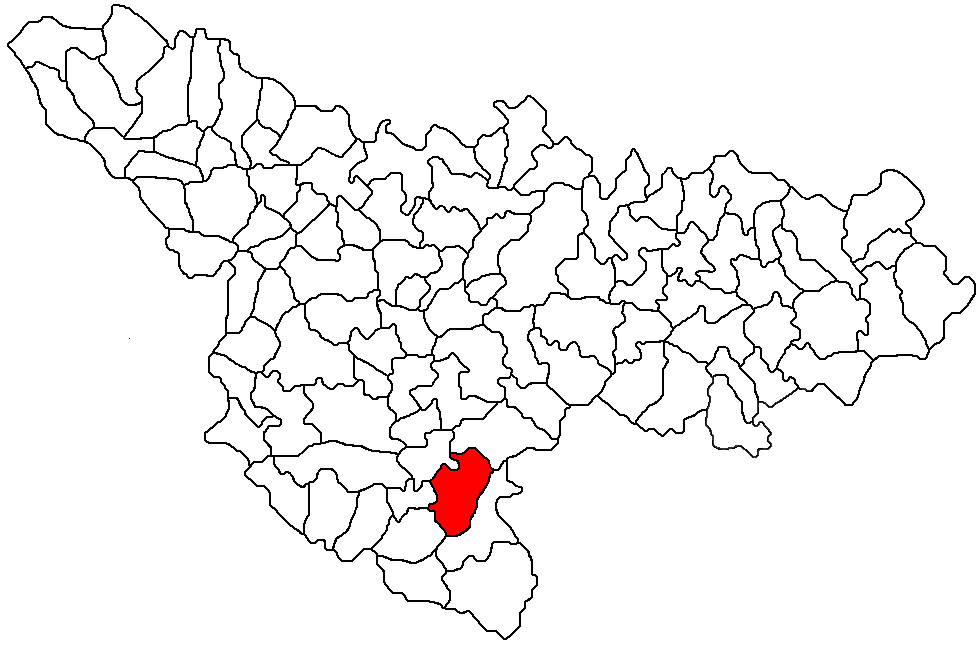
Lage der Gemeinde Birda im Kreis Timiș

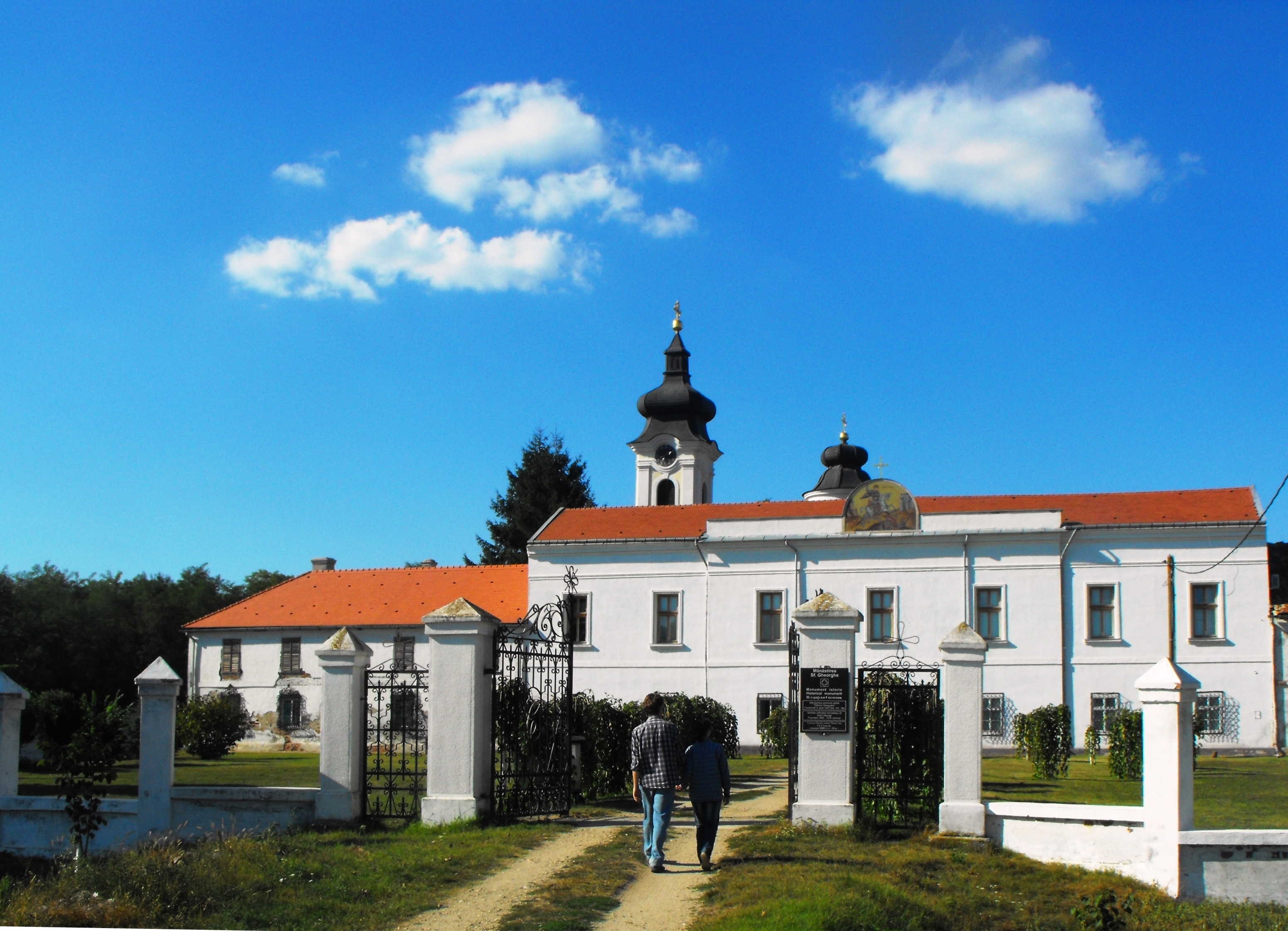
Kloster Sankt-Georg in Mânăstire

Mânăstire (ungarisch Monostorszentgyörgy) ist ein Dorf im Kreis Timiș, Banat, Rumänien. Das Dorf Mânăstire gehört zur Gemeinde Birda.

## Geografische Lage
Das Dorf Mânăstire liegt im Süden des Kreises Timiș, in drei Kilometer Entfernung vom Gemeindesitz Birda und sieben Kilometer von der Stadt Gătaia.

## Nachbarorte
| Voiteg    | Birda                                       | Berecuța     |
| Opatița   | Kompassrose, die auf Nachbargemeinden zeigt | Măureni      |
| Sângeorge | Butin                                       | Șemlacu Mare |

## Geschichte
Das Dorf Mânăstire wurde 1503 erstmals urkundlich erwähnt, als das von Georg Brancovici gestiftete Kloster gebaut wurde. Rund um das Bauwerk entstand das von Serben bewohnte Dorf, das seinen Namen dem Kloster (rumänisch: Mânăstire = Kloster) verdankt. Im Laufe der Jahrhunderte wurde das Kloster mehrmals zerstört, aber immer wieder erneut aufgebaut. Die letzte Rekonstruktion fand 1803 statt. Viele Wertgegenstände des Klosters wurden zur Aufbewahrung nach Karlovitz in der Vojvodina gebracht. Mit der Zeit ließen sich auch Rumänen in Mânăstire nieder.
Nach dem Vertrag von Trianon am 4. Juni 1920, der die Dreiteilung des Banats zur Folge hatte, fiel Mânăstire an das Königreich Rumänien. Durch die Bodenreform von 1921 wurde der Bodenbesitz des Klosters enteignet, parzelliert und an die besitzlosen Bauern verteilt.
1925 ließen sich 25 rumänische Familien aus den Kreisen Turda und Someș in Mânăstire nieder. In der Zwischenkriegszeit begannen die Serben das Dorf zu verlassen. Heute ist das Dorf mehrheitlich von Rumänen bewohnt.

### Kloster Sankt-Georg
Das Kloster Sankt-Georg in Mânăstire wurde 1503 gebaut und ist eines von fünf serbisch-orthodoxen Klöster in Rumänien. Das Kloster wurde von der Familie Brancovici gestiftet. Georg Brancovici, der sich als Mönch Bruder Maxim nannte, war der erste Erzbischof der Walachei. Im Hof des Klosters befindet sich die 1793 erbaute Kirche in spätbarockem Stil. Die Kirche, die dem Heiligen Georg geweiht ist, beherbergt eine Reliquie des Schädelknochens des Heiligen Georg sowie ein Kettenglied, mit der der Heilige Petrus angekettet war.
Nach der Machtübernahme der Kommunisten im Jahr 1946 wurde das Kloster enteignet und der Klosterbetrieb eingestellt. Die Räumlichkeiten des Klosters wurden für verschiedene Zwecke genutzt. Zuerst waren Soldaten im Kloster einquartiert, danach zog die LPG ein. In den 1980er Jahren, als das Schweinemast- und Fleischverarbeitungskombinat COMTIM in Birda eine Sektion eröffnete, wurden die Arbeiter hier einquartiert. Teile der Einrichtung wurden auch als Getreidelager benutzt.
Nach der politischen Wende von 1989 wurde das Kloster wieder eingerichtet und die serbisch-orthodoxe Kirche Sankt-Georg im Jahr 2011 im Auftrag des rumänischen und des serbischen Kultusministeriums aufwendig restauriert.

## Bevölkerungsentwicklung
| 1880 | 384 | 244 | 26 | 12 | 102 |
| 1910 | 439 | 111 | 5  | 16 | 307 |
| 1930 | 420 | 315 | 8  | 16 | 81  |
| 1977 | 265 | 215 | 2  | 1  | 32  |
| 2002 | 250 | 238 | ?  | ?  | ?   |